# Calyptrochaeta leptoloma
Calyptrochaeta leptoloma är en bladmossart som beskrevs av H. Robinson 1975. Calyptrochaeta leptoloma ingår i släktet Calyptrochaeta och familjen Hookeriaceae. Inga underarter finns listade i Catalogue of Life.